# Bridgewater (Massachusetts)
Bridgewater – miasto w Stanach Zjednoczonych, w stanie Massachusetts, w hrabstwie Plymouth.